# Cedar Rapids (Nebraska)
Pour la localité dans l’Iowa, aux États-Unis, voir Cedar Rapids.
La ville de Cedar Rapids est située dans le comté de Boone, dans l’État du Nebraska, aux États-Unis. Lors du recensement de 2010, sa population s’élevait à 382 habitants.
Cedar Rapids a été fondée en 1879.

## Source
- (en) Cet article est partiellement ou en totalité issu de l’article de Wikipédia en anglais intitulé « Cedar Rapids, Nebraska » (voir la liste des auteurs).